# Сайхінський сільський округ
Сайхі́нський сільський округ (каз. Сайқын ауылдық округі, рос. Сайхинский сельский округ) — адміністративна одиниця у складі Бокейординського району Західноказахстанської області Казахстану. Адміністративний центр — село Сайхін.
Населення — 4789 осіб (2021; 4690 у 2009, 5464 у 1999, 5714 у 1989).
Станом на 1989 рік існували Сайхінська сільська рада (село Сайхін) та Шунгайська сільська рада (села Більшовик, Леніно, Шунгай).

## Склад
До складу округу входять такі населені пункти:
| Населений пункт | Старі назви                             | Населення, осіб (1989) | Населення, осіб (1999) | Населення, осіб (2009) | Населення, осіб (2021) |
| --------------- | --------------------------------------- | ---------------------- | ---------------------- | ---------------------- | ---------------------- |
| Більшовик, село | ферма №1 совхоза імені Маншук Маметової | 416                    | 456                    | 276                    | 106                    |
| Жарменке, село  | Леніно, Ленін                           | 403                    | 428                    | 363                    | 172                    |
| Сайхін, село    | -                                       | 4296                   | 3996                   | 3686                   | 4312                   |
| Шонай, село     | Шунгай                                  | 599                    | 584                    | 365                    | 199                    |